# Rame ATAC MB 100
Les rames de la série MB.100 sont un matériel roulant sur fer destiné à la ligne B du Métro de Rome. Commandées en 1985 par le gestionnaire public du métro de Rome, ACOTRAL, maintenant ATAC.

## Histoire

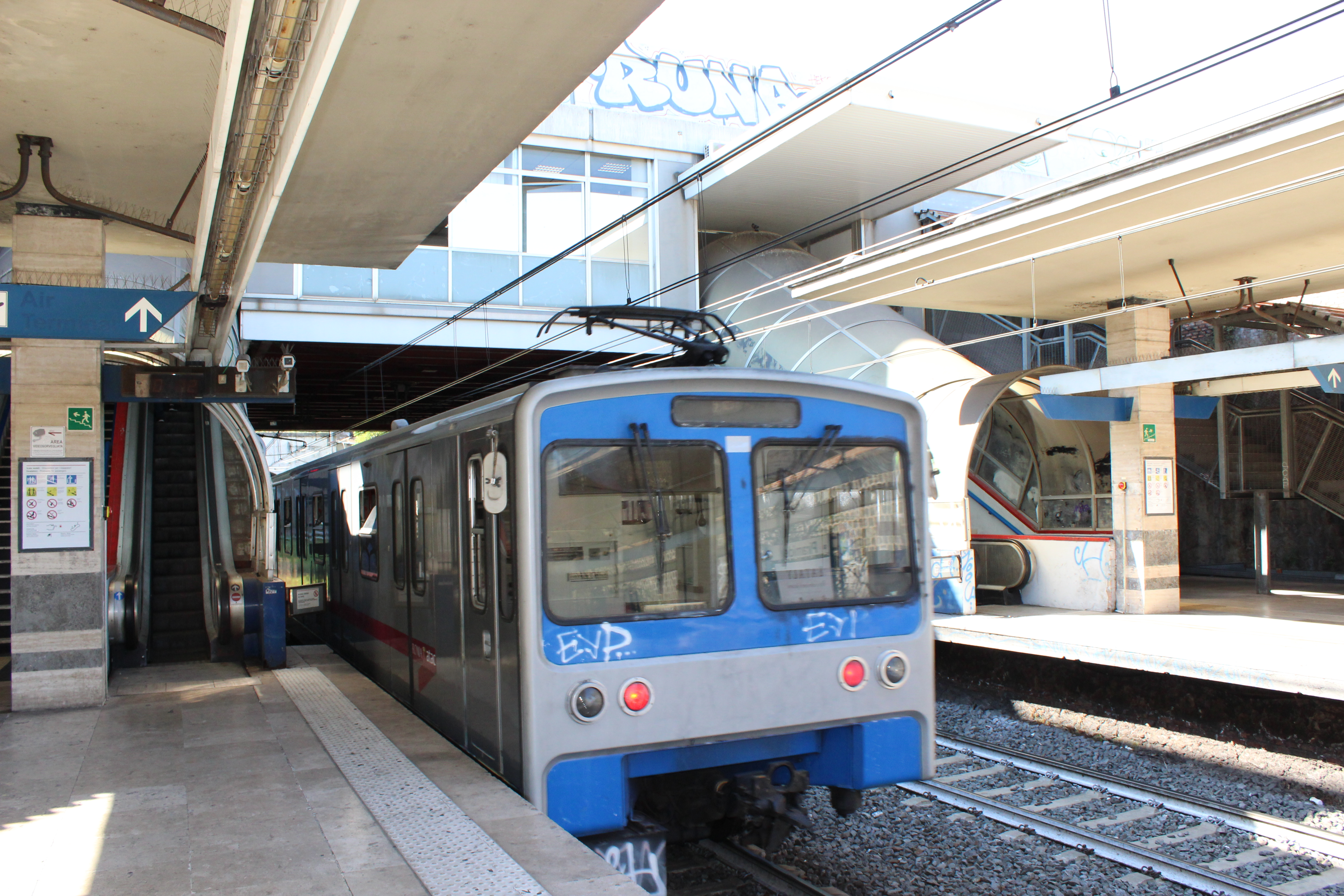
Une rame MB100 entrant à la station Piramide sur la Ligne B du métro de Rome

Les rames MB100 ont été mises en service en 1987 et ont remplacé les anciennes rames MR.100 & 200, datant de 1954, à l'occasion de l'inauguration de la prolongation de la ligne B du métro de Rome vers Rebibbia. 
Ce sont, au total, 31 rames complètes composées de 6 voitures immatriculées MB001-MB124 et MB301-MB362. 

### Caractéristiques techniques
Chaque rame est composée de 3 unités de traction (UdT). Chaque UdT comprend 2 motrices couplées. Les UdT de la série 100, en tête et en queue de la rame, comprennent une motrice pilote (Mp) avec pantographe couplée à une motrice (M). Les UdT série 300 centrales, sont composées d'une motrice semi-pilote (Sp) avec pantographe et d'une motrice (M). La rame peut donc être schématisée ainsi : Mp + M + Sp + M + M + Mp. Les motrices pilote et semi-pilote sont immatriculées dans les séries 100 ou 300 impaires, tandis que les autres éléments ont une immatriculation paire. 
L'unité semi-pilote dispose d'un tableau de conduite sous un capot de protection amovible uniquement par un agent autorisé. Cette disposition permet de conduire l'UdT composée des caisses centrales lors des maintenances en atelier lorsque la rame est séparée 
L'intercommunication entre les rames est réservée aux agents de sécurité de la compagnie. 
Chaque voiture MB.100 dispose de 32 places assises et peut accueillir 169 voyageurs debout. Les caisses Mp ne peuvent accueillir que 160 passagers debout car elles disposent de 2 emplacements sécurisés pour PMR. La rame peut transporter au maximum 1.176 voyageurs. 
Les rames fonctionnent sous 1,5 kV CC. Les bogies sont monomoteur avec freins à disque. Le système de fonctionnement électrique est du type full-chopper ce qui permet la récupération d'énergie au freinage. L'accélération et décélération maximale est de 1,2 m/s². 

### Les industriels retenus

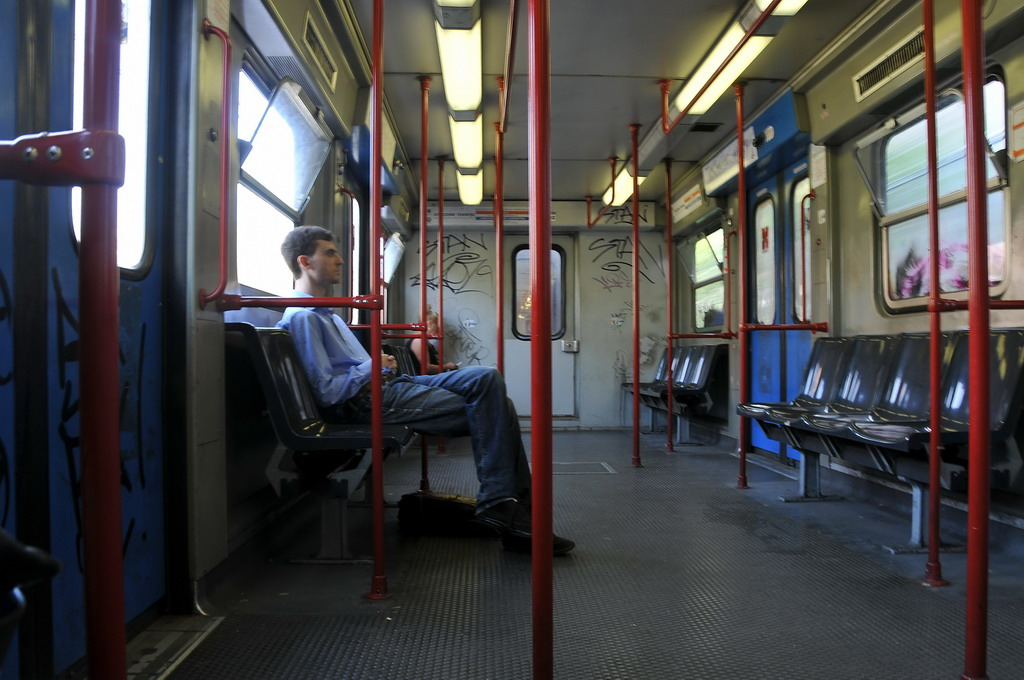
Vue intérieure d'une voiture MB.100

Conformément à la loi sur les marchés publics en vigueur en Italie appuyée par la mise en application de la législation européenne, l'attribution du marché de fabrication des rames MB.100 a été effectuée après un appel d'offres.
- AnsaldoBreda, filiale d'Ansaldo assure la conduite générale du projet et a la responsabilité de fournir un train en parfait état de marche.
- AnsaldoBreda fournit aussi les caisses peintes et aménagées avec ou sans cabines de conduite et les bogies, assure l'assemblage final des moteurs sur les bogies dans ses usines milanaises.
- Ansaldo STS fournit les automatismes de conduite et d'ouverture automatique des portes.
- Ansaldo, fournit toute la partie électrique de puissance et les moteurs.

Cette répartition, très courante dans le domaine de la construction ferroviaire en Italie, a été facilitée par l'intervention de sociétés du même groupe.

### Livraisons
Un élément de présérie a été présenté pour validation en 1985. une commande ferme des 186 unités a été confirmée la même année après avoir subi les tests règlementaires. Les rames ont été construites et livrées entre 1986 et 1990, conformément au programme fixé au contrat.

## Les rames ML100 pour la ligne 1 du métro de Lima
Le 30 octobre 1986, la loi n° 24565 déclare d'utilité publique la construction du Métro de Lima et l'AATE (Autoridad Autónoma del Sistema Eléctrico de Transporte Masivo de Lima y Callao) attribue officiellement au consortium italien "Tralima/Intermetro" la mission de le construire. Après avoir réalisé les études d'exécution sur le tracé définitif et des ouvrages à réaliser dont de nombreux viaducs aériens en pleine ville, les premiers travaux débutent en 1989 mais, au début des années 1990, sous la présidence d’Alberto Fujimori, l'état des finances du pays ne permet pas de poursuivre les travaux. A cette époque, le dépôt (patio taller) et 9 km de lignes sont terminés et presque opérationnels. Avec un budget extrêmement réduit, l'AATE parvient à rendre opérationnelle cette première section. En 1997, la ligne entre Villa El Salvador et Atocongo est praticable mais aucun service commercial n'est effectué bien que les rames AnsaldoBreda aient été livrées en 1994. 
En 2000, les travaux sont définitivement arrêtés à la suite de la mise sous séquestre des chantiers, liée au procès pour corruption du président Alan Garcia, réfugié à Paris. En 2009, toutefois, le gouvernement d'Alan García, à nouveau élu, a relancé un appel d'offres, gagné cette fois-ci par le consortium péruvo-brésilien "Consorcio Tren Eléctrico Lima", comportant le prolongement sur 11,7 km du viaduc de la ligne 1, pour un montant de 410,2 millions d'US$. Le contrat prévoit la construction de 9 stations nouvelles et une fin des travaux en juin 2011 compris la remise en état et aux normes du tronçon déjà construit 10 ans plus tôt. 

### Contrat AnsaldoBreda pour les lignes 2 & 4 du métro de Lima
En 2014, le groupement "Nuevo Métro de Lima" composé de Iridium Concesiones de Infrastructura SA, Vialia Sociedad Gestora de Concesiones de Infrastrutructura SL, Salini-Impregilo SpA, Cosapi SA, Ansaldo STS SpA et AnsaldoBreda SpA ont obtenu la concession de 35 ans comprenant la construction, la gestion et la maintenance de la ligne 2 et de la parte de la ligne 4 du métro de Lima